# 倉田茉美
倉田 茉美（くらた まみ、1990年6月14日 - ）は、日本のアーティスト、イラストレーター。京都府出身。

## 略歴
『バチェラー・ジャパン シーズン2』に出場し覇者となる。
姉は作家の木爾チレン。
2019年8月、中目黒にて自身の初個展『素直展』を開催。
2019年～2021年、ゲッターズ飯田著『開運Letter』のイラストを担当。
2020年10月、タクフェス第8弾『くちづけ』に宇都宮智子役で女優デビュー。